# Hồ đơn tầng

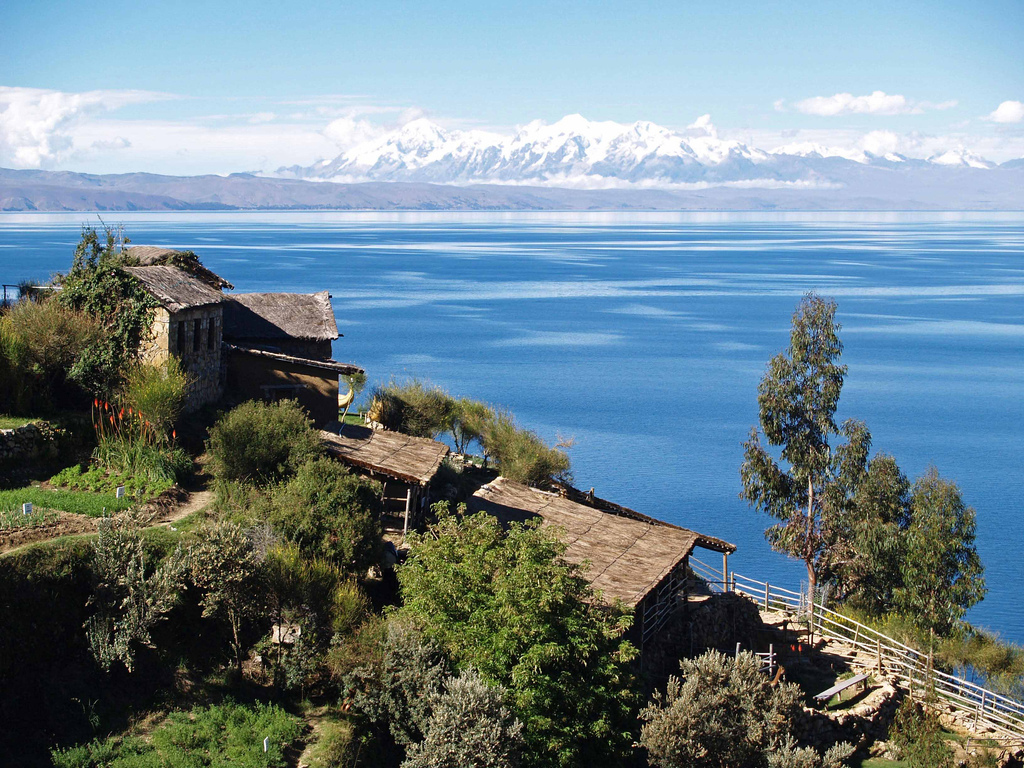
Hồ Titicaca

Hồ đơn tầng (hồ monomictic) là hồ không phân tầng có hiện tượng trộn các thành phần từ trên xuống dưới trong một thời gian trộn mỗi năm. Hồ đơn tầng có thể được chia thành các loại lạnh và ấm.

## Hồ đơn sắc lạnh
Hồ đơn tầng lạnh là những hồ được bao phủ bởi băng trong suốt cả năm. Trong "mùa hè" ngắn ngủi của chúng, nước mặt vẫn ở hoặc dưới 4 °C. Băng ngăn những hồ này trộn vào mùa đông. Trong mùa hè, những hồ này thiếu sự phân tầng nhiệt đáng kể và chúng trộn lẫn từ trên xuống dưới. Những hồ này là điển hình của các vùng khí hậu lạnh (ví dụ như phần lớn Bắc Cực).

## Hồ đơn tầng ấm
Các hồ đơn hình ấm áp là những hồ không bao giờ đóng băng và được phân tầng nhiệt trong suốt phần lớn thời gian trong năm. Sự khác biệt mật độ giữa nước mặt ấm (epilimnion) và nước dưới đáy lạnh hơn (hypolimnion) ngăn không cho các hồ này trộn lẫn vào mùa hè. Trong mùa đông, nước mặt mát đến nhiệt độ bằng nước dưới đáy. Thiếu sự phân tầng nhiệt đáng kể, những hồ này trộn lẫn vào mỗi mùa đông từ trên xuống dưới. Những hồ này phân bố rộng rãi từ vùng ôn đới đến vùng khí hậu nhiệt đới. Một ví dụ là Hồ xanh của Nam Úc, nơi sự thay đổi trong lưu thông được báo hiệu bằng sự thay đổi màu sắc nổi bật.

## Ví dụ về các hồ đơn hình
- Hồ xanh (Nam Úc)
- Hồ Dal
- Biển hồ Galilê
- Đập Hartbeespoort
- Issyk Kul
- Hồ Kasumigaura
- Hồ Manasbal
- Hồ Mono - trước năm 1941
- Hồ Okanagan
- Đập Roodeplaat
- Hồ Sélingué
- Hồ Titicaca
- Hồ Turkana
- Hồ Alchichica